# Monarchie nigériane
La monarchie nigériane est le régime politique en vigueur au Nigeria entre 1960 et 1963. Le Nigeria partage alors son monarque avec l'Australie, le Canada, le Royaume-Uni et d'autres États souverains appelés royaumes du Commonwealth.
Ancienne colonie britannique, le Nigeria obtient son indépendance le 1er octobre 1960. La reine Élisabeth II reste chef de l'État et porte le titre distinct de reine du Nigeria. La quasi-totalité de ses pouvoirs constitutionnels sont exercés par le gouverneur général qui est son représentant dans le pays. En effet, comme les autres royaumes du Commonwealth, le système politique nigérian est basé sur le système de Westminster, dans lequel le chef de l'État joue un rôle purement honorifique.
La monarchie est abolie le 1er octobre 1963, date à laquelle le Nigeria devient une république tout en continuant de reconnaître la reine Élisabeth II comme chef du Commonwealth. Le président du Nigeria remplace la reine comme chef d'État.

## Histoire
Le 1er octobre 1954, la fédération du Nigeria est créée en remplacement de la colonie et protectorat du Nigeria au sein de l'Empire britannique. La fédération demeure initialement une colonie britannique, avant de devenir indépendante, en qualité de royaume du Commonwealth, le 1er octobre 1960 en vertu de la loi sur l'indépendance du Nigeria votée par le Parlement du Royaume-Uni.
La princesse Alexandra de Kent représente la reine Élisabeth II à la cérémonie d'indépendance. Elle s'envole le 26 septembre 1960 pour Lagos, où elle est accueillie par une foule de plusieurs dizaines de milliers de personnes. Le 1er octobre, la princesse présente la Charte de la liberté à Sir Abubakar Tafawa Balewa, Premier ministre du Nigeria. Le 3 octobre, la princesse ouvre officiellement le premier Parlement fédéral du Nigeria indépendant, au nom de la reine. Nnamdi Azikiwe, président du Sénat et gouverneur général désigné, invite la princesse à lire le discours du Trône. La reine adresse également un message aux Nigérians à cette occasion.

## Rôle constitutionnel

Étendard du gouverneur général avec la couronne de saint Édouard.

Le Nigeria est l'un des royaumes du Commonwealth qui partagent la même personne comme monarque et chef d'État.
Après la loi de 1960 sur l'indépendance du Nigeria, aucun ministre du gouvernement britannique ne peut conseiller la reine sur les questions relatives au Nigeria,. Pour toutes les questions relatives au Nigeria, la souveraine est conseillée uniquement par ses ministres nigérians. La reine est représentée dans le pays par un gouverneur général nommé par elle sur avis du Premier ministre nigérian.

### Pouvoirs exécutif et législatif
Le gouvernement du Nigeria est officiellement connu sous le nom de gouvernement de Sa Majesté.
Le monarque, le Sénat et la Chambre des représentants constituent le Parlement du Nigeria. Toutes les lois du Nigeria ne sont promulguées qu'avec l'octroi de la sanction royale accordée par le gouverneur général au nom de la reine. Il peut réserver un projet de loi « au plaisir de Sa Majesté », c'est-à-dire refuser son consentement au projet et le présenter à la reine pour qu'elle prenne une décision personnelle ; il peut également y opposer son veto complet en refusant son assentiment. Le gouverneur général est également chargé de convoquer, de proroger et de dissoudre le Parlement. Le gouverneur général nomme le Conseil des ministres. Tous les ministres nigérians sont en fonction au gré du gouverneur général, qui peut les révoquer à sa discrétion.
La fédération du Nigeria compte quatre juridictions légales, une fédérale et trois provinciales, la souveraine revêtant une personnalité juridique distincte dans chacune d'elles. Bien qu'elle soit représentée par le gouverneur général au niveau fédéral, la reine du Nigeria l'est également par un gouverneur dans chacune des trois régions, Nord, Ouest et Est. Les gouverneurs sont nommés par la reine, sur recommandation du Premier ministre de chaque région.

### Pouvoir judiciaire
Au sein des royaumes du Commonwealth, le monarque est chargé de rendre la justice à tous ses sujets, et est donc traditionnellement considéré comme la source de la justice. Au Nigeria, les infractions pénales sont légalement considérées comme des infractions contre la souveraine et les procédures pour les actes criminels sont engagées en son nom sous la forme The Queen versus [nom]. Par conséquent, la common law considérant que la souveraine « ne peut pas faire de mal », elle ne peut pas être poursuivie devant ses propres tribunaux pour des infractions pénales. La plus haute cour d'appel du Nigeria est le Comité judiciaire du Conseil privé. La reine, et par extension le gouverneur général, peut également exercer la « prérogative royale de clémence » et gracier les infractions contre la Couronne, que ce soit avant, pendant ou après un procès.

## Rôle culturel

### Politique étrangère
La reine ou le gouverneur général dirige les traités, les alliances et les accords internationaux sur avis du Cabinet nigérian. Les représentants nigérians à l'étranger sont accrédités auprès des pays étrangers par la souveraine en sa qualité spécifique de reine du Nigeria. Le gouverneur général, au nom de la reine, nomme également les hauts-commissaires, les ambassadeurs et autres représentants principaux nigérians, et reçoit les diplomates similaires des États étrangers. Les lettres de créance sont délivrées par la reine.

### Distinctions honorifiques
Au sein des royaumes du Commonwealth, le monarque est considéré comme le fons honorum (source d'honneurs). Ainsi, la souveraine, en tant que monarque du Nigeria, confère des récompenses et des honneurs au Nigeria en son nom. La plupart d'entre eux sont décernés sur l'avis du gouvernement de Sa Majesté,.

### Forces armées nigérianes
La reine du Nigeria est le commandant en chef des Forces armées nigérianes. La position de la souveraine à la tête des forces de défense se reflète dans les navires de la marine nigériane qui portent le préfixe HMNS (Her Majesty's Nigerian Ship, c'est-à-dire « Navire nigérian de Sa Majesté »). L'armée et la marine nigérianes sont respectivement appelées « Armée royale nigériane » et « Marine royale nigériane ». Le terme « royale » est supprimé lors de l'abolition de la monarchie.

## Titre de la reine

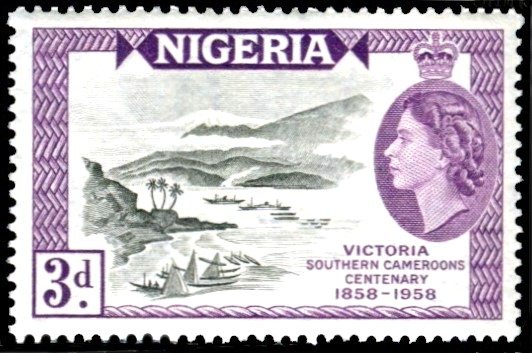
Timbre postal nigérian représentant Élisabeth II à l'occasion du centenaire de la fondation de Victoria, en 1958.

La reine Élisabeth II possède officiellement un titre différent dans tous les royaumes du Commonwealth. Jusqu'en 1960, le Nigeria fait partie de l'Empire britannique, et Élisabeth II y règne en tant que reine du Royaume-Uni. Après l'indépendance, un nouveau titre est adopté afin de préciser l'aspect distinct de la monarchie nigériane. À partir du 1er juin 1961, le titre de la reine au Nigeria est le suivant :
« Elizabeth the Second, by the Grace of God Queen of Nigeria and of Her other Realms and Territories, Head of the Commonwealth. »
« Élisabeth Deux, par la grâce de Dieu, reine du Nigeria et de ses autres royaumes et territoires, chef du Commonwealth. »
Initialement, la proclamation modifiant le titre royal ne prévoyait pas l'utilisation de la formule « par la grâce de Dieu ». Celle-ci a néanmoins été ajoutée au titre officiel. En yoruba, la reine est appelée familièrement Oba Obirin par le peuple nigérian.

## Abolition de la monarchie
La monarchie étant impopulaire auprès des Nigérians, tous les partis politiques du Nigeria conviennent rapidement que le pays doit devenir une république. Le 1er octobre 1963, la fédération du Nigeria devient la république fédérale du Nigeria, le président du Nigeria remplaçant Élisabeth II comme chef de l'État.
Le pays cesse d'être un royaume du Commonwealth, mais reste membre de l'organisation dirigée par Élisabeth II en tant que république du Commonwealth. Le gouverneur général, Nnamdi Azikiwe, devient le premier président du Nigeria à titre honorifique, conformément à la nouvelle Constitution républicaine. Bien qu'elle ait été reine du Nigeria pendant trois ans, Élisabeth II n'a jamais visité le pays sous ce titre. Elle s'y est rendue à deux reprises, du 28 janvier au 16 février 1956 (avant l'indépendance) et du 3 au 6 décembre 2003 (pour assister à la réunion des chefs de gouvernement du Commonwealth à Abuja).